# Jessica Eddie

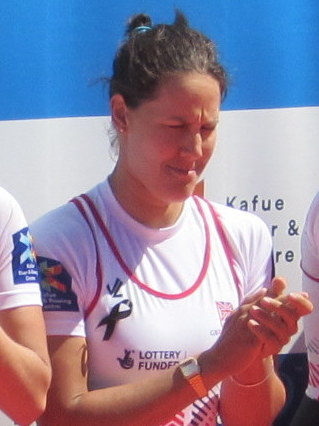
Jessica Eddie, 2016

Jessica „Jess“ Jane Eddie (* 7. Oktober 1984 in Durham) ist eine ehemalige britische Ruderin.

## Sportliche Karriere
Jessica Eddie begann ihre Karriere im internationalen Rudersport mit dem sechsten Platz im Doppelvierer bei den Junioren-Weltmeisterschaften 2001, 2002 ruderte sie in der gleichen Bootsklasse auf den achten Platz. 2003 wechselte sie in den Zweier ohne Steuerfrau und gewann die Bronzemedaille bei den  U23-Weltmeisterschaften. 2004 trat sie bei den Weltmeisterschaften mit dem Vierer ohne Steuerfrau an und belegte den sechsten Platz. 2005 gewann sie zusammen mit Anna Bebington die Bronzemedaille im Zweier ohne bei den U23-Weltmeisterschaften. Bei den Weltmeisterschaften 2005 belegte sie mit dem Achter den fünften Platz. Nach dem elften Platz im ungesteuerten Zweier bei den Weltmeisterschaften vor heimischem Publikum in Eton kehrte Eddie 2007 in den britischen Achter zurück und gewann bei den Weltmeisterschaften in München die Bronzemedaille. Bei ihrer ersten Olympiateilnahme 2008 in Peking belegte Eddie mit dem Achter den fünften Platz.
Ebenfalls auf den fünften Platz fuhr der britische Achter bei den Weltmeisterschaften 2009, 2010 folgte der vierte Platz. Wie 2007 gewann sie auch im vorolympischen Jahr 2011 Bronze bei den Weltmeisterschaften. Ein Jahr später belegte der britische Achter, wie vier Jahre zuvor, auch bei den Olympischen Spielen vor heimischem Publikum in Eton den fünften Platz. Jessica Eddie blieb auch nach den Olympischen Spielen Mitglied des britischen Achters, bei den Weltmeisterschaften 2013 belegte der Achter den vierten Platz. 2014 traten die Britinnen auch bei den Europameisterschaften an und gewannen Silber hinter den Rumäninnen. Bei den Weltmeisterschaften 2014 kam der britische Achter als sechstes Boot ins Ziel. 2015 folgte auf den fünften Platz bei den Europameisterschaften der vierte Platz bei den Weltmeisterschaften. In die Olympiasaison 2016 startete der britische Achter mit dem Titelgewinn bei den Europameisterschaften in Brandenburg an der Havel. Bei den Olympischen Spielen 2016 setzte der US-Achter seine Siegesserie fort, dahinter erhielten die britischen Europameisterinnen die Silbermedaille vor Rumänien.
Die 1,78 m große Jessica Eddie hat einen Abschluss in Biologie und daran ein Kunststudium angehängt. Sie begann ihre Karriere beim Durham Rowing Club und schloss sich später dem Ruderclub der University of London an.